# Han (Japan)

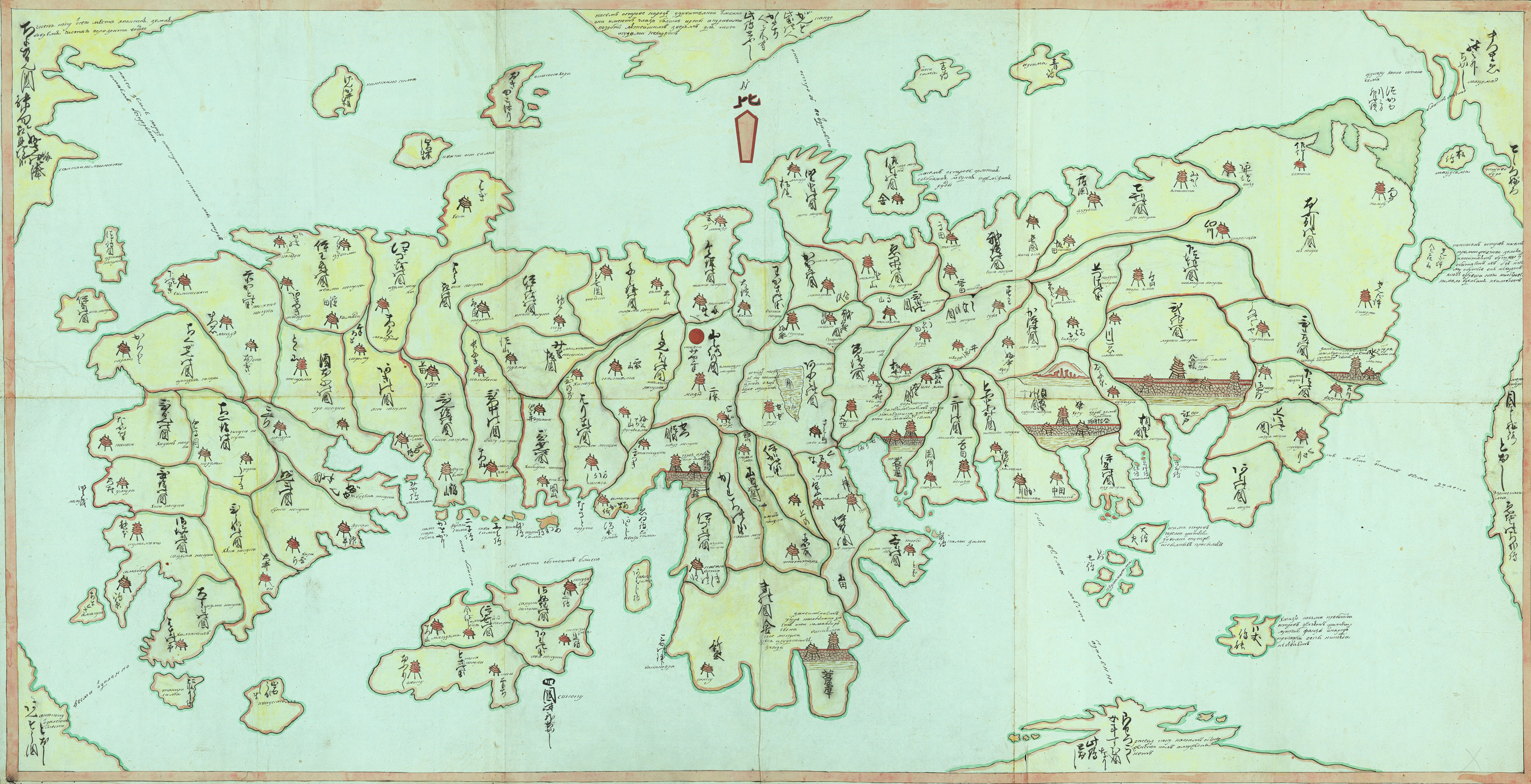
Antike Provinzen in Japan (Tuschezeichnung von Daikokuya Kōdayū (大黒屋 光太夫) 1789) mit Hauptstädten/-burgen wichtiger Han und wichtigen Shogunatsstädten und kyrillischer Transkription.

Ein Han (jap. 藩; gelegentlich auch Fürstentum oder Daimyat genannt) war ein in der Edo-Zeit vom Shōgun verliehenes Lehen an einen Daimyō (Fürsten). Es war verbunden mit einem Einkommen (kokudaka) von mindestens 10.000 Koku.
Das komplette politische System des Shogunats (Bakufu) als Zentralregierung und den untergeordneten Daimyaten wird als bakuhan taisei (幕藩体制) bzw. kurz hansei (藩政) bezeichnet.

## Geschichte

### Vorgeschichte
Die Provinzen Japans wurden in früheren Zeiten (oft im 8. Jahrhundert) durch den Kaiserlichen Hof eingerichtet. Die waren ursprünglich eine administrative Gliederung der Zentralregierung. Parallel zu den Provinzen und der Landverteilung nach dem Ritsuryō-System entwickelte sich in Japan bereits in der späten Heian-Zeit (12. Jh.) mit den sogenannten Shōen ein feudales Herrschaftssystem. 
In der Muromachi-Zeit ernannte das Bakufu einen Shugo Daimyō für die Regierung jeder Provinz. Dieses blieb bestehen bis zum Beginn der Sengoku-Zeit (15. Jh.), in der keine effektive Zentralgewalt vorhanden war und lokale Daimyō untereinander um die Vorherrschaft stritten. Die meisten der Shugo Daimyō verloren an Macht und wurden von den Sengoku Daimyō ersetzt. Diese waren Kriegsherren, oft aus niederen Samurai-Rängen, die ihre Ländereien mit kriegerischen Mitteln erweiterten. Einige von ihnen, wie die Shimazu der Provinz Satsuma überlebten bis in die Edo-Zeit. Erst die drei Reichseiniger Oda Nobunaga, Toyotomi Hideyoshi und Tokugawa Ieyasu konnten schrittweise das Land befrieden und eine neue Zentralgewalt aufbauen. Das System der Han geht insbesondere auf Hideyoshi zurück, der die Vergabe der Ländereien als Lehen institutionalisierte.

### Edo-Zeit
In der Edo-Zeit verbleiben die Provinzen als geographische Bezeichnungen. Das Han hingegen war eine lokale Regierungsstruktur und kann als Machtbereich der jeweiligen Lokalregierung beschrieben werden. Das Han-System wurde vom Tokugawa-Bakufu bestimmt. Neben den han gab es noch das tenryō, Land, das direkt vom Tokugawa-Shōgunat verwaltet wurde, und kleinere Lehen, etwa die der Hatamoto, die ebenfalls direkt dem Shōgun unterstanden.
Die Zahl der Daimyate schwankte etwas zwischen 250 und 300. Zu den großen Daimyaten gehörte eine Burg mit einer darunter liegenden Burgstadt (jōkamachi), von der aus das Lehen verwaltet wurde.
Die größeren Lehen wurden im Laufe der Edo-Zeit fast zu unabhängigen Staaten, mit eigenen Grenzwachen und eigener Währung, die sogenannten Hansatsu. Das reichste Han war mit über einer Million Koku das von den Maeda regierte Kaga, das sich über die Provinzen Kaga, Noto und Etchū erstreckte. Regierungssitz war die Stadt Kanazawa, die heute die Hauptstadt der – zusammen mit der Provinz Noto gebildeten – Präfektur Ishikawa ist.

### Meiji-Restauration
Als das Tokugawa-Shōgunat fiel, wurde nach dem Boshin-Krieg zunächst das Land unter direktem Shogunatsbesitz, und die Lehen der im Krieg besiegten Han in Präfekturen umgewandelt. 1869 gaben dann unter Führung von Chōshū und Satsuma fast alle übrigen Daimyō ihre Ländereien an den Kaiser zurück, wurden von diesem aber in ihren Posten belassen. Der als Steuern eingenommene Reis ging von nun an jedoch direkt an die Regierung, und die Daimyō wurden zu Regierungsangestellten. Ihr Posten war auch nicht mehr erblich. Am 14. Juli 1871 wurden die Han während der Meiji-Restauration abgeschafft und in Präfekturen umgewandelt. 
Eine Ausnahme bildete das Han Ryūkyū, das 1872 aus dem per Zwangsbefehl aufgelösten Königreich Ryūkyū gebildet wurde und bis 1879 bestand.

## Der Begriff „Han“
Der Begriff Han (藩) für das Lehensgebiet eines Daimyō hat Bedeutungswandlungen durchlaufen. Vom Tokugawa-Shogunat selbst wurden die Herrschaftsgebiete ihrer Vasallen als kachū (家中) bezeichnet. Han stammt dagegen aus den chinesischen Klassikern und wurde von gebildeten Konfuzianern wie Arai Hakuseki verwendet. Ab 1868 wurde von der Meiji-Regierung der Begriff han verwendet, um die Lehen gegen den Besitz des Shōguns abzugrenzen, drei Jahre vor ihrer Abschaffung. Die Bezeichnung der Lehensgebiete einzelner Daimyō als han findet sich daher ab der Meiji-Zeit in Geschichtswerken, nicht in zeitgenössischen Quellen.
Die Namen der einzelnen Han werden dabei je nach Quelle nach drei unterschiedlichen Systemen gebildet, entweder nach der alten Provinz, nach dem Namen der Burg oder nach der regierenden Familie. Das Han Chōshū hat demnach beispielsweise mehr als drei Namen:
- Provinzname: Nagato-han (長門藩). Das Problem an diesem System ist, dass oft mehrere Han in einer Provinz lagen, oder umgekehrt ein Han in mehreren Provinzen Ländereien besaß.
- Umgangssprachlicher Provinzname: Chōshū-han. Hierbei wird das erste Zeichen im Namen der alten Provinz (長) in der On-Lesung mit dem Zeichen shū (州, „Provinz, Region“; ursprünglich „Furt“) kombiniert.
- Name der Burg / des Regierungssitzes: Hagi-han. Diese Bezeichnung ist am ehesten eindeutig, allerdings gibt es Fälle wie eben Chōshū, bei denen der Regierungssitz verlegt wurde, weswegen Choshū auch als Yamaguchi-han bezeichnet wurde.
- Der Name des regierenden Clans: Mōri-han. Diese Benennung ist insofern problematisch, als dass es zum einen große Familien wie die Matsudaira gab, die in verschiedenen Linien verschiedene Han regierten, sowie mehrere nicht verwandte Familien gleichen Namens. Außerdem wechselte die regierende Familie eines Gebiets, wenn die Linie ausstarb oder vom Shogunat abgesetzt wurde.

Oft wird daher eine Kombination von Provinz und Verwaltungssitz oder Provinz und Familienname verwendet, um Han eindeutig zu bezeichnen. Auf Grund dieser Uneindeutigkeiten kommt es in der Literatur öfters zu Verwechslungen zwischen Provinzen, Herrscherfamilien und Han. 
Dazu kommt, dass das Schriftzeichen han (藩) in einigen zweisprachigen Wörterbüchern als „Klan“ übersetzt wird. Japanische einsprachige Wörterbücher verzeichnen jedoch nur die Bedeutung „Lehensgebiet“. Herrscherfamilien bzw. Klans (in Anlehnung an Schottland) werden jedoch auf Japanisch als ke (家) oder shi (氏) bezeichnet, nicht als han (藩). Trotzdem finden sich in Quellen teilweise fragwürdige Bezeichnungen wie „Satsuma-Klan“. Satsuma ist jedoch der Name der alten Provinz, die vom Klan der Shimazu regiert wurde.

## Beziehung zwischen Han und Bakufu
Die Strukturen eines Han und des Bakufu, der Regierung des Shogunats, waren im Prinzip ähnlich, da Tokugawa Ieyasu, der Gründer des Bakufu, eine Regierungsform übernahm, die seine Ahnen entwickelt hatten, als sie noch kleine lokale Daimyō in der Provinz Mikawa waren. Einige Daimyō, besonders die, deren Ahnen bereits den Ahnen des Shōguns gedient hatten, waren gleichzeitig Herren des Han und Beamte des Bakufu. Andere Daimyō hatten zwar kein ständiges Amt, wurden aber zu zeitweiligen Aufgaben berufen. 
Jeder Daimyō diente dem Shōgun und erhielt von ihm die Regierungsbefugnis. Der Erbe eines Daimyō sollte zuvor vom Shōgunat genehmigt werden. Wenn ein leiblicher oder adoptierter Sohn eines Daimyō als Erbe seines Vaters bestimmt wurde, reiste er nach Edo, um vom Shōgun anerkannt zu werden. Wenn der Shōgun die Anerkennung verweigerte, fiel das Lehen an den Shōgun zurück.

## Einkommen der Han
In einem Umverteilungsprozess wurden die von einem Daimyō geführten Lehen vom Shogunat mit Mitteln versehen, die in koku Reis angegeben werden, das sogenannte kokudaka. Das Mindestmaß war 10.000 koku, aber es gab sehr große Unterschiede. Von den circa 25 Millionen koku Reis Nationalaufkommen behielt der Shogun 5 Millionen für sich selbst, die reichsten 30 han erhielten die Hälfte der restlichen 20 Millionen koku. Die weiteren 230 han mussten sich die andere Hälfte teilen. Der Shōgun erhöhte oder reduzierte die Einkommen je nach Verhalten der Daimyō, vor allem in der ersten Hälfte der Tokugawazeit. Ausnahmen vom Mindestmaß:
- Kitsuregawa mit ungefähr 5.000 koku unter der gleichnamigen Familie, die einen Sonderstatus einnahm als direkte Nachfahren der Ashikaga, und
- das kurzlebige Ogawa mit 9.820 koku das Mizuno Wakenaga, einem Vetter Tokugawa Ieyasus, gegeben wurde.